# Waldkapelle Hinteranger

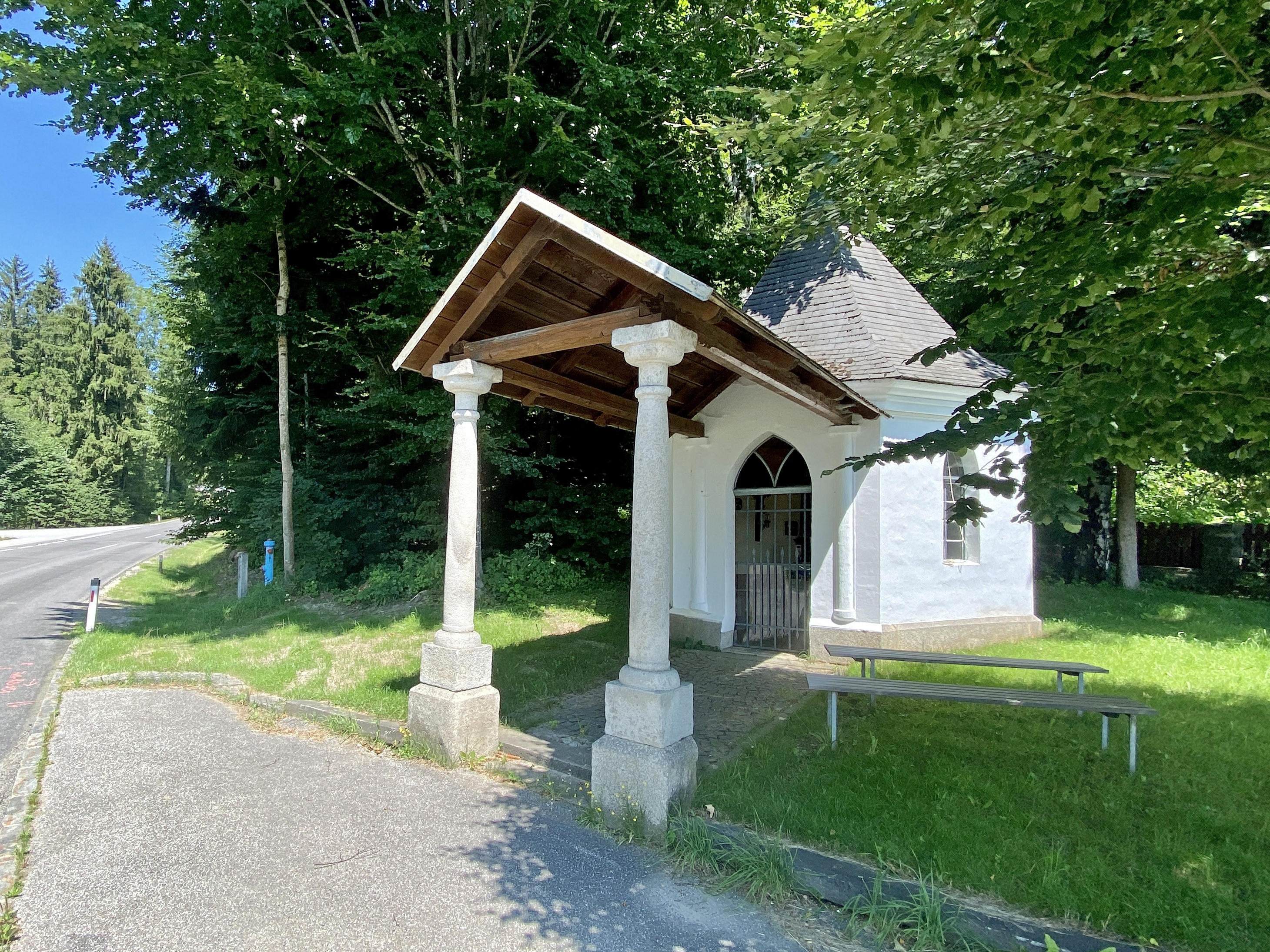
Außenansicht der Waldkapelle Hinteranger

Die römisch-katholische Waldkapelle steht an der Gemeindegrenze zu Klaffer am Hochficht in Hinteranger in der Gemeinde Schwarzenberg am Böhmerwald im Bezirk Rohrbach im Oberen Mühlviertel.

## Geschichte
Der lokalen Überlieferung nach befand sich an der Stelle der Waldkapelle ein Kruzifix. Schmuggler sollen das hölzerne Kreuz als Brennholz verwendet haben und nur die Christusstatue verschont haben. Zur sicheren Verwahrung der Christusstatue errichteten Matthias Bernecker und Paul Thaler eine Kapelle aus Holz. Diese entwickelte sich nach einer angeblichen wundertätigen Heilung zu einer Wallfahrtsstätte. Urkundlich wurde die Kapelle erstmals 1770 genannt.
Der heutige Kapellenbau aus Stein wurde um 1880/1885 erbaut. Dies geschah unter Pfarrer Theodor Wetterschlager. Das Christusbild wurde durch eine Marienstatue ergänzt, die fortan verehrt wurde.

## Architektur und Ausstattung

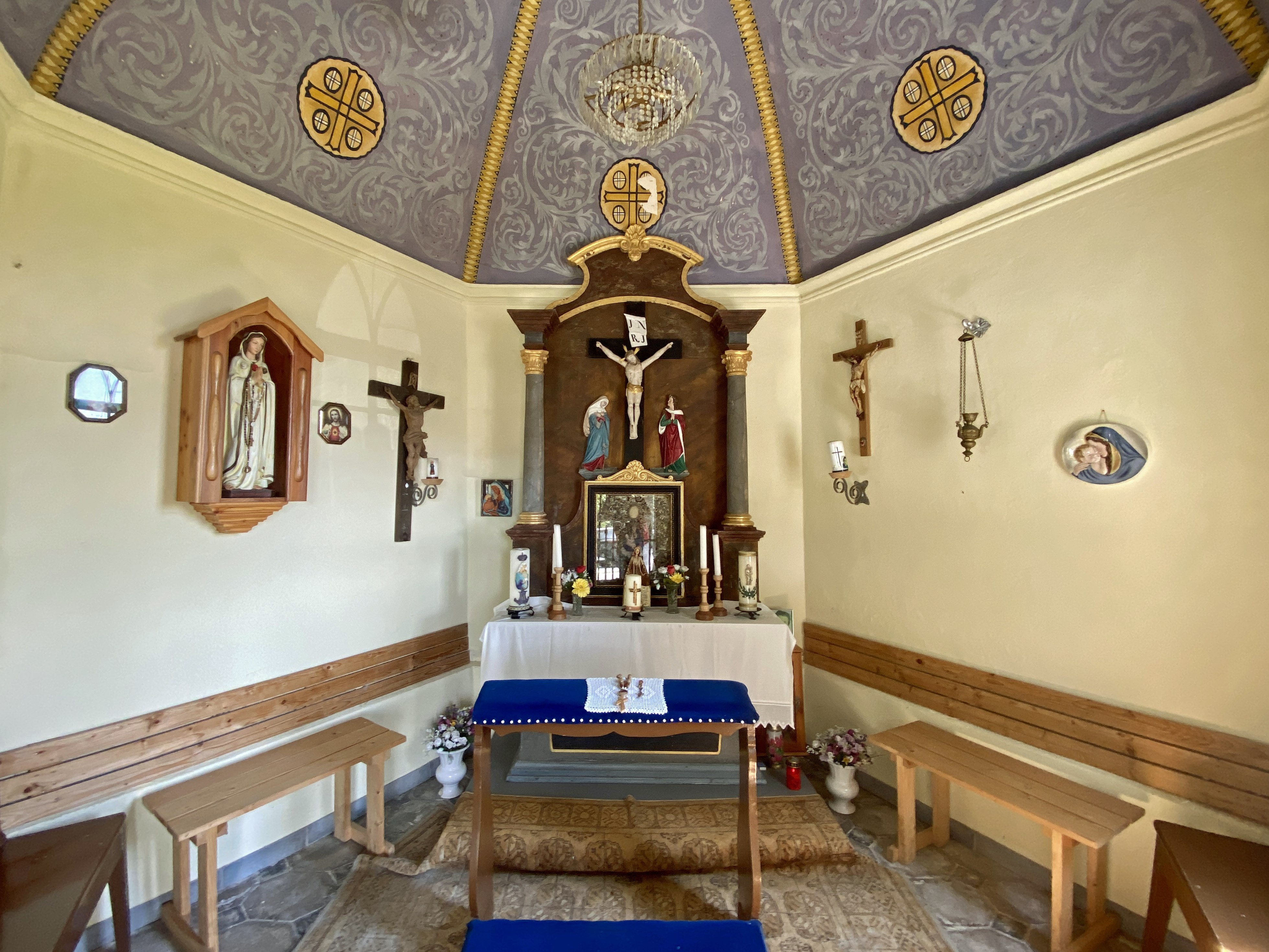
Innenansicht der Waldkapelle Hinteranger

Der gotisierende Polygonalbau unter einem Pyramidendach hat einen Vorbau auf Säulen, das Portal und die Fenster sind spitzbogig. Das Kapelleninnere über einem polygonalen Grundriss hat eine ebensolche Kuppel und zeigt Schablonenmalerei aus dem vierten Viertel des 19. Jahrhunderts.
Der neobarocke Ädikulaaltar trägt eine Kreuzigungsgruppe aus dem Ende des 19. Jahrhunderts, das Vorsatzbild zeigt eine barocke Klosterstickerei. Die volkskundlich interessante Einrichtung beinhaltet zahlreiche Votivbilder.